# Анимация в Китае
Китайская анимация (кит. трад. 華人製動畫, упр. 华人制动画, пиньинь Huárénzhì dònghuà) в узком смысле — мультипликационные фильмы, произведённые в Китае. В более широком смысле это могут быть мультфильмы, созданные в странах, говорящих на китайском языке: Китайской Народной Республике (континентальный Китай), Китайской Республике (Тайвань), Гонконге, Сингапуре, Малайзии и т. д.
Из-за строгой цензуры анимация материкового Китая имеет особый стиль. В таких районах, как Гонконг и Тайвань, художникам-мультипликаторам и продюсерам даётся бо́льшая свобода творчества.

## История
История анимации в Китае началась в 1918 году, когда в Шанхай из США был завезен анимационный фильм под названием «Из чернильницы». Фрагменты мультфильмов были впервые использованы в рекламах отечественной продукции. Тем не менее, анимационная индустрия начала своё развитие лишь с приездом братьев Ванов в 1926 году. С первого звукового фильма «Танец верблюда» и до первой полноценной мультипликационной ленты «Принцесса Железный Веер» Китай шёл в ногу с остальными странами мира. Однако золотой век китайской анимации завершился, когда Коммунистическая партия Китая во главе с Мао Цзэдуном провела Культурную революцию. Многие художники-мультипликаторы были вынуждены уехать. Если не суровые экономические условия, то плохое обращение со стороны хунвэйбинов угрожали их работе. Оставшиеся мультипликаторы все больше склонялись к пропаганде. К 1980-м годам Япония стала центром мультипликации на Дальнем Востоке, оставив индустрию Китая позади по своей репутации и производительности. Но в 1990-х годах произошли две значительные перемены. Во-первых, это политические изменения. На смену плановому хозяйству пришла социалистическая рыночная экономика. Один человек уже не мог ограничить выпуск продукции и прибыль индустрии. Во-вторых, это технологические изменения, связанные с появлением Интернета. Возникли новые возможности у флэш-аниматоров, а также содержание фильма теперь стало более свободным. В настоящее время китайская анимация радикально изменяется под влиянием Гонконга и Тайваня.

## Терминология
Анимацию в современном Китае можно представить в двух категориях. Первый тип — это «традиционная анимация», которая производится корпорациями с хорошей финансовой поддержкой. В него входят традиционные двухмерные и современные трёхмерные мультфильмы с компьютерной графикой, которые распространяются через кинотеатры, DVD-диски или транслируются по телевидению.
Второй тип — это «Интернет-мультфильмы», выпускаемые корпорациями или даже отдельными лицами. Он содержит, как правило, флэш анимацию, любительскую и высококачественную, которая открыто показывается на разнообразных веб-сайтах. Несмотря на то, что общество всегда измеряло успех индустрии кассовыми сборами, нельзя не признать формат, который пользуется успехом в континентальном Китае с населением 1.3 млрд. людей. Особенно важно то, что помимо возможной рекламной деятельности он обеспечивает большую свободу творчества.

## Характерные черты
В 1920-х годах основоположники братья Ваны полагали, что анимация должна развиваться единственно в китайском направлении. Такой жёсткий подход не менялся на протяжении десятилетий. Мультипликация главным образом была продолжением других сторон культуры Китая, сюжеты брались из китайского фольклора и маньхуа. Примером традиционного героя китайского мультфильма может служить Сунь Укун (Царь Обезьян), персонаж, перенесенный из классического произведения «Путешествие на Запад» в мультфильм 1964 года «Переполох в Небесных чертогах». Однако в последние годы китайская анимация не замыкается в каком-то определенном стиле. Одним из первых коренных изменений была экранизация маньхуа «Кибероружие Z» в 1995 году. Персонажи неотличимы от типичного аниме, но всё же данный стиль определяется как китайская анимация. Можно сказать, что производство не сводится к использованию одной технологии. В данном искусстве одинаково представлены рисование тушью, кукольное представление и компьютерные технологии.
Новые веяния в мультипликации 1990-х годов, особенно флэш-анимация, уходят от традиции. Происходит все большее заимствование персонажей, поскольку фольклорным героям сложно завоевать международное признание. Первый еженедельный журнал, посвященный китайской анимации, GoGo Top magazine провёл опрос и доказал, что лишь 1 из 20 любимых среди детей персонажей был создан внутри самого Китая.

## Традиционный рынок анимации
Со стороны демографических показателей, потребительский рынок Китая установил, что 11 % публики — это дети до 13 лет, 59 % — от 14 до 17 лет, 30 % — старше 18 лет. Потенциально 500 млн. людей могут быть включены в число зрителей мультфильмов.
С финансовой точки зрения, Quatech Market Research изучил жителей Пекина, Шанхая и Гуанчжоу в возрасте от 14 до 30 лет и обнаружил, что каждый год на мультфильмы тратится 1.3 млрд. китайских юаней и более 80 % дохода идёт из самой страны. Дальнейшие исследования показывают, что 60 % зрителей все же предпочитают японские аниме, 29 % — американские мультфильмы, и только 11 % — мультфильмы, созданные художниками материкового Китая, Тайваня и Гонконга.
В 1999 году Шанхайская мультипликационная студия потратила 21 млн. юаней на выпуск мультфильма «Лотосовый фонарь». Кассовые сборы фильма составили более 20 млн. юаней, но создатели не сумели извлечь выгоды из продажи сопутствующих товаров. В той же студии в 2001 году были сняты серии мультфильма «Music Up»; и хотя 66 % прибыли от него составила продажа связанных с фильмом товаров, он все же сильно отставал от зарубежных анимационных фильмов.
Одним из популярнейших в Гонконге маньхуа была лента «Старый мастер Q». Персонажи были изображены в виде карикатуры еще в 1981 году, после чего последовали многочисленные анимационные адаптации, включая широкоэкранную DVD-версию 2003 года. Если печатные издания десятки лет остаются легендарными, то мультфильмы в основном направлены на фанатов. Наблюдается всё больший разрыв между новыми поколениями и персонажами старого стиля. Современные мультфильмы, такие как «Моя жизнь в роли Макдала», также развивают новое направление.
В 2005 году дебютировал первый трёхмерный мультфильм с компьютерной графикой «Сквозь созвездие Мебиуса». Продолжительностью 80 минут, он является первым созданным в Китае 3D мультфильмом, который был представлен на Каннском кинофестивале.

## Критика
По статистике Государственного управления КНР по делам радио, кино и телевидения отечественные мультфильмы транслировались ежедневно по 1 ч 30 мин с 1993 по 2002 года. К концу 2004 года время их выхода в эфир увеличилось до 2 часов в день. В провинциях Китая требовалось отводить 60 000 минут эфира под отечественные мультфильмы и юмористические передачи. Однако согласно статистике, отечественные мультипликаторы могли обеспечить своими работами лишь 20 000 минут, оставляя 40 000 минут для зарубежных программ.
В деятельности Государственного управления по делам радио, кино и телевидения КНР также наблюдалась политика протекционизма. Например, были запрещены зарубежные программы, такие как фильм «Бэйб: Четвероногий малыш». Несмотря на то, что согласно статистике в стране не хватает отечественных работ, администрация продолжает запрещать зарубежные программы. 15 февраля 2006 года было объявлено о запрете на мультфильмы, в которых присутствуют живые актеры. Как сообщает информационное агентство «Синьхуа», комиссия не желала, чтобы рядом с компьютерными и двумерными персонажами находились актеры-люди. Эти меры подвергают опасности заказ на трансляцию отечественных анимационных фильмов и нарушают ход их развития. Данные запреты не имеют логического смысла для широкой публики.